# Steinbachtal (Würzburg)
Das Steinbachtal ist ein Stadtbezirk und Stadtteil  von Würzburg.
Das Tal des Steinbachs ist linksmainisch gelegen, beginnt auf Höhe des Sebastian-Kneipp-Stegs und verläuft südlich des Nikolausbergs. Entlang des Bachs befindet sich eine Parkanlage, die sich im Lauf des Tals langsam verbreitert und in den Würzburger Stadtwald mündet.
Der Stadtbezirk umfasst geographisch zusätzlich den Nikolausberg und das Wohngebiet Dallenberg. Das Gebiet südlich des Steinbachs wurde 1930 als Teil Heidingsfelds eingemeindet. Am 1. Mai 1978 wurde ein Areal von 155 ha im hinteren Bereich des Tals von Höchberg zur Stadt Würzburg umgemarkt. Dieses Gebiet entspricht dem Ortsteil Steinbachtal, welcher in den amtlichen Gemeindeverzeichnissen aufgeführt wird. Im Jahr 1955 entstand im Steinbachtal die Pfarrei St. Bruno.